# Бесим Сахатчију
Бесим Сахатчију (алб. Besim Sahatçiu; Пећ, 2. октобар 1935 — Приштина, 20. октобар 2005) био је албански и југословенски позоришни и филмски редитељ са Косова и Метохије.

## Биографија
Након што је завршио гимназију у Пећи, студирао је књижевност на Универзитету у Београду. Након прекида студија због одслужења војног рока, радио је као преводилац за новине Rilindja. Касније је студирао на Академији драмске уметности у Загребу, а дипломски рад одбранио постављањем Гогољеве сатиричне драме Ревизор у Покрајинском народном позоришту у Приштини.

## Филмографија
- Црвени удар (1974)